# Elecciones generales de Panamá de 1999
Panamá celebró sus elecciones generales el domingo 2 de mayo de 1999, eligiendo tanto al Presidente de la República, y al primer y segundo Vicepresidente, como una nueva Asamblea Nacional Legislativa, así como cargos para alcaldes, representantes, concejales y representantes al PARLACEN.

## Resultados de elección presidencial[1]
La ganadora de la contienda fue Mireya Moscoso, viuda del expresidente Arnulfo Arias Madrid, obteniendo el 44.81% (un total de 571,058 votos a nivel nacional) y convirtiéndose en la primera mujer en llegar a la Presidencia de su país.
|                                                        | Candidato                     | 1.er vicepresidente           | 2.º vicepresidente            | Partido/alianza                | Votos     | %       |
| ------------------------------------------------------ | ----------------------------- | ----------------------------- | ----------------------------- | ------------------------------ | --------- | ------- |
|                                                        | Mireya Moscoso                | Arturo Vallarino              | Dominador Baldomero Bazán     | Unión por Panamá (UPP)         | 571,058   | 44.81 % |
| Partido Arnulfista (PA)                                | Mireya Moscoso                | Arturo Vallarino              | Dominador Baldomero Bazán     | 366,708                        | 28.77 %   |         |
| Movimiento Liberal Republicano Nacionalista (MOLIRENA) | Mireya Moscoso                | Arturo Vallarino              | Dominador Baldomero Bazán     | 139,854                        | 10.97 %   |         |
| Cambio Democrático (PCD)                               | Mireya Moscoso                | Arturo Vallarino              | Dominador Baldomero Bazán     | 36,009                         | 02.83 %   |         |
| Movimiento de Renovación Nacional (MORENA)             | Mireya Moscoso                | Arturo Vallarino              | Dominador Baldomero Bazán     | 28,487                         | 02.24 %   |         |
|                                                        | Martín Torrijos               | Raúl Arango                   | Laurentino Cortizo            | Alianza una Nueva Nación (ANN) | 481,988   | 37.82 % |
| Partido Revolucionario Democrático (PRD)               | Martín Torrijos               | Raúl Arango                   | Laurentino Cortizo            | 402,418                        | 31.57 %   |         |
| Partido Liberal Nacional (PLN)                         | Martín Torrijos               | Raúl Arango                   | Laurentino Cortizo            | 35,937                         | 02.82 %   |         |
| Partido Solidaridad (PS)                               | Martín Torrijos               | Raúl Arango                   | Laurentino Cortizo            | 23,477                         | 01.84 %   |         |
| Movimiento Papa Egoró (MPE)                            | Martín Torrijos               | Raúl Arango                   | Laurentino Cortizo            | 20,156                         | 01.58 %   |         |
|                                                        | Alberto Vallarino             | Mayín Correa                  | Joaquín Franco                | Alianza Acción Opositora (AAO) | 221,459   | 17.38 % |
| Partido Demócrata Cristiano (PDC)                      | Alberto Vallarino             | Mayín Correa                  | Joaquín Franco                | 140,824                        | 11.05 %   |         |
| Partido Liberal (PL)                                   | Alberto Vallarino             | Mayín Correa                  | Joaquín Franco                | 44,982                         | 03.53 %   |         |
| Partido Renovación Civilista (PRC)                     | Alberto Vallarino             | Mayín Correa                  | Joaquín Franco                | 25,485                         | 02.00 %   |         |
| Partido Nacionalista Popular (PNP)                     | Alberto Vallarino             | Mayín Correa                  | Joaquín Franco                | 10,168                         | 00.80 %   |         |
| Votos válidos totales                                  | Votos válidos totales         | Votos válidos totales         | Votos válidos totales         | Votos válidos totales          | 1,274,505 | 100 %   |
| Votos estropeados y nulos                              | Votos estropeados y nulos     | Votos estropeados y nulos     | Votos estropeados y nulos     | Votos estropeados y nulos      | 52,262    | 03.93 % |
| Concurrencia de votos/totales                          | Concurrencia de votos/totales | Concurrencia de votos/totales | Concurrencia de votos/totales | Concurrencia de votos/totales  | 1,330,730 | 76.17 % |
| Votantes registrados                                   | Votantes registrados          | Votantes registrados          | Votantes registrados          | Votantes registrados           | 1,746,989 | -       |
| Población                                              | Población                     | Población                     | Población                     | Población                      | 2,839,177 | -       |

## Elección legislativa[1]
| Partidos y alianzas                                    | Partidos y alianzas            | Vota/distritos | %       | Asientos |
| ------------------------------------------------------ | ------------------------------ | -------------- | ------- | -------- |
|                                                        | Alianza una Nueva Nación (ANN) | 562,923        | 45.78 % | 41       |
| Partido Revolucionario Democrático (PRD)               | 393,356                        | 31.99 %        | 34      |          |
| Partido Liberal Nacional (PLN)                         | 75,866                         | 06.17 %        | 03      |          |
| Partido Solidaridad (PS)                               | 71,860                         | 05.84 %        | 04      |          |
| Movimiento Papa Egoro (MPE)                            | 21,841                         | 01.78 %        | 00      |          |
|                                                        | Unión por Panamá (UPP)         | 468,578        | 38.12 % | 24       |
| Partido Arnulfista (PA)                                | 266,030                        | 21.64 %        | 18      |          |
| Movimiento Liberal Republicano Nacionalista (MOLIRENA) | 92,711                         | 07.54 %        | 03      |          |
| Cambio Democrático (PCD)                               | 66,841                         | 05.44 %        | 02      |          |
| Movimiento de Renovación Nacional (MORENA)             | 42,996                         | 03.50 %        | 01      |          |
|                                                        | Alianza Acción Opositora (AAO) | 197,978        | 16.11 % | 06       |
| Partido Democráta Cristiano (PDC)                      | 107,179                        | 08.72 %        | 05      |          |
| Partido Liberal (PL)                                   | 41,588                         | 03.38 %        | 00      |          |
| Partido Renovación Civilista (PRC)                     | 37,705                         | 03.07 %        | 01      |          |
| Partido Nacionalista Popular (PNP)                     | 11,506                         | 00.94 %        | 00      |          |
| Votos válidos totales                                  | Votos válidos totales          | 1,229,479      | 100 %   | 71       |
| Votos estropeados y nulos                              | Votos estropeados y nulos      | 76,911         | 05.89 % |          |
| Concurrencia de votos/totales                          | Concurrencia de votos/totales  | 1,306,390      | 74.78 % |          |
| Votantes registrados                                   | Votantes registrados           | 1,746,989      |         |          |
| Población                                              | Población                      | 2,839,177      |         |          |